# George Booth (2e comte de Warrington)
Pour les articles homonymes, voir Booth.

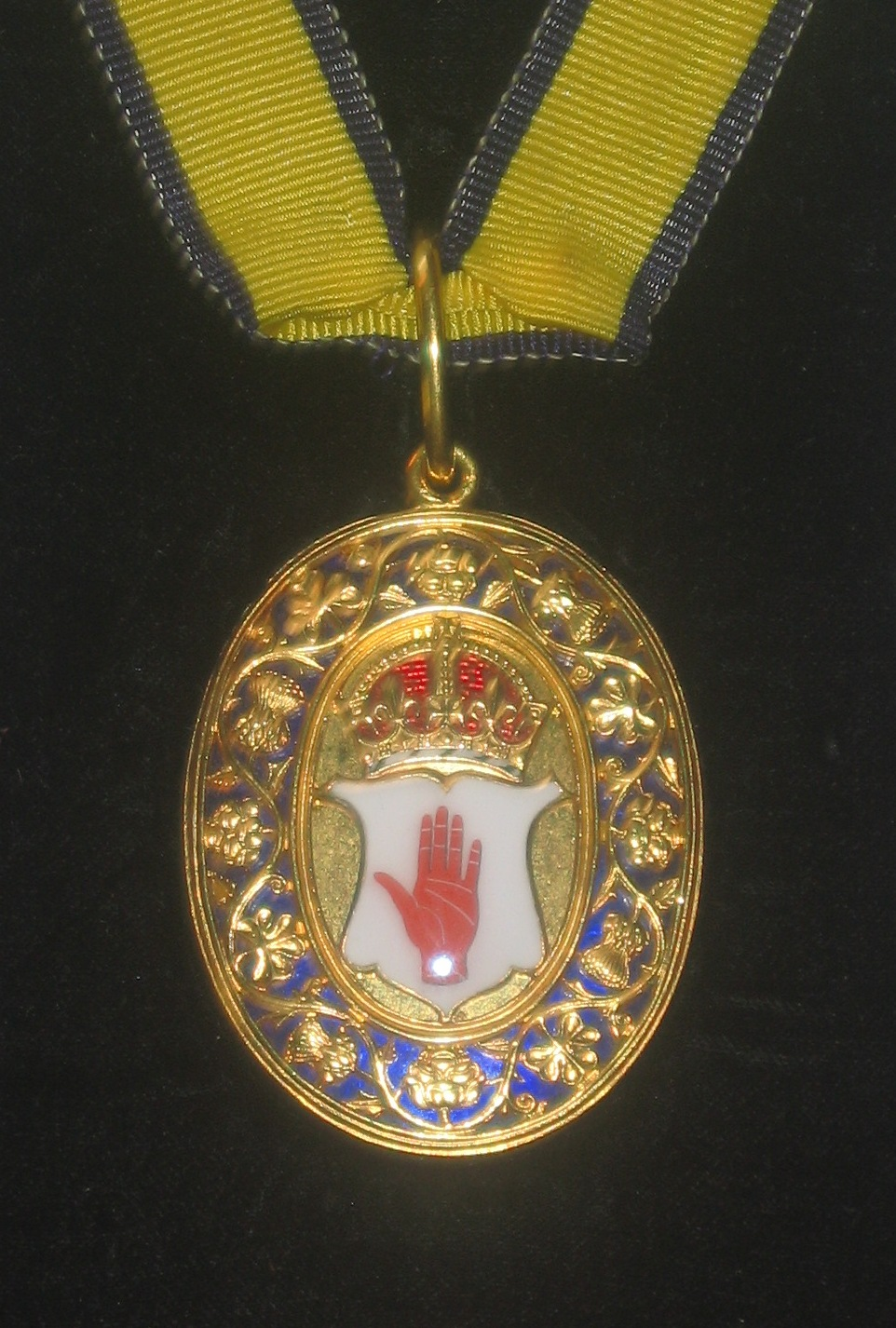
Insigne de baronnet

George Booth (2 mai 1675, Mere Hall – 2 août 1758, Dunham Massey, Cheshire), 2e comte de Warrington, pair dans la pairie d'Angleterre et propriétaire terrien britannique. Georges Booth est connu pour être l'auteur d'un pamphlet en faveur de l'autorisation du divorce pour incompatibilité de tempérament ainsi que d'avoir été un collecteur enthousiaste d'argenterie.

## Biographie
Son père, le 1er comte, membre du Parlement pour le Cheshire (1678–1681), est conseiller privé de la reine Marie II (1689), Lord Lieutenant du Cheshire (1689–1694). Son frère aîné étant décédé jeune, c'est lui qui succède à son père à la mort de celui-ci, le 2 janvier 1694. Il hérite toutes les possessions familiales, centrées à Dunham Massey, dans le Cheshire.
Des problèmes d'argent l'incitent à faire un bon mariage. Son union avec Mary Oldbury, fille d'un riche marchand londonien est malheureuse, et le couple vit dans la même maison, mais séparé. En 1739, cette situation amène Booth à publier anonymement un pamphlet en faveur du divorce pour incompatibilité de tempérament, intitulé « Considérations sur l'Institution du Mariage » ((en) Considerations upon the Institution of Marriage). Sa comtesse meurt l'année suivante.
Politiquement, il appartient au parti « Whig ». Il est connu pour avoir accepté un pôt-de-vin du parti « Tory » afin de voter en faveur de loi sur impôt du malt (Malt Tax Bill) en 1713.
Warrington meurt à Dunham Massey Hall le 2 août 1758, et est inhumé à l'église paroissiale de Bowdon (alors dans le Cheshire). Son unique fille, Lady Mary Booth, se marie avec Henry Grey, 4e comte de Stamford, hérite de ses domaines qui passe alors à la famille de Grey.

## Famille et descendance
George Booth est le deuxième fils et héritier d'Henry Booth (1652-1694), 1er comte de Warrington, et de sa femme Marie (1652–1691), fille de Sir James Langham de Cottesbrooke, dans le Northamptonshire. 
En 1702, il épouse Mary Oldbury († 1740). Ils ont pour descendance Lady Mary Booth, épouse d'Henry Grey, 4e comte de Stamford. 
Le 22 avril 1796, en reconnaissance de son héritage les titres supplémentaires 
sont attribués à son grand-fils, nommé comte de Stamford et Warrington.